# Ratkovići (Srebrenica, BiH)
Ratkovići su naselje u općini Srebrenica, Republika Srpska, BiH.

## Stanovništvo
Nacionalni sastav stanovništva 1991. godine, bio je sljedeći:
ukupno: 338
- Srbi - 337
- Bošnjaci - 1